# A106 (Russland)
Die A106 Rubljowo-Uspenskoje schosse (russisch Рублёво-Успенское шоссе, Rubljowo-Uspensker Chaussee) ist eine Fernstraße föderaler Bedeutung im russischen Fernstraßennetz. Sie führt von Moskau am linken Moskwaufer entlang sackgassenförmig nach Dunino bei Swenigorod. Sie hat eine Gesamtlänge von 29 km und verbindet die entlang der Straße gelegenen Villenviertel, Rubljowka genannt, mit der russischen Hauptstadt. Zur Zeit der Sowjetunion befanden sich hier viele Datschen der Staats- und Parteiführung, so auch die Wochenendhäuser Michail Gorbatschows und Boris Jelzins.
Die Straße erhielt die Nummer A106 im Jahr 2010. Zuvor trug sie die Nummer A105. Die am jenseitigen Ufer der Moskwa verlaufende frühere A106 Iljinsker Chaussee trägt nun die Nummer A109.